# Лондонска општина Ламбет
Ламбет (ен. London Borough of Lambeth) је општина у јужном делу централног Лондона.
Општина је основана 1965. од тадашње општине Ламбет и делова тадашње општине Воандсворт.
Општина је једна од најгушће насељених делова централног Лондона. Има етнички веома мешовито становништво. У деловима као што су Воксхол и Јужни Ламбет се интензивно развијају модерне вишеспратнице за пословне и стамбене намене, и ту је градња релативно веома густа. С друге стране, делови као Брикстон, Клепем, Стоквел и Кенингтон имају мање густ карактер градње. На територији општине налази се чак 64 парка и сличних уређених зелених површина за рекреацију, а општина годишње привлачи и велики број туриста због атракција као што су: Ламбетска палата, Лондонско око, Краљевско национално позориште и друге.
Општина је транспортно веома добро умрежена. Неколико железничких станица, укључујући и интернационалну Вотерлу станицу (за поласке Еуростар возова), налази се на територије општине, поред великог броја линија подземне који опслужује централни Лондон.